# Psyttalia kirstenboschensis
Psyttalia kirstenboschensis är en stekelart som först beskrevs av Fischer 1972.  Psyttalia kirstenboschensis ingår i släktet Psyttalia och familjen bracksteklar. Inga underarter finns listade i Catalogue of Life.